# 卡濟米爾·馬列維奇
卡济米尔·谢韦里诺维奇·马列维奇（1879年2月11日—1935年5月15日），俄罗斯及烏克蘭至上主義創始人、構成主義、幾何抽象派畫家，代表作《黑方塊》（1915年）、《白色上的白色》（1918年）。

## 早年
馬列維奇出生于一個波蘭家庭，居於波蘭被瓜分後的、俄羅斯帝國治下的基輔附近。他的父母，即塞维恩和路德維卡·馬勒維奇是羅馬天主教信徒，是在波蘭一月起義失敗之後從今白俄羅斯東部一帶逃亡到這裡的，後來其父靠經營製糖厰養家。由於這樣的出身，馬列維奇自小就會說波蘭語和俄語。馬勒維奇是家中長子，兄弟姐妹共14人，不過只有9人活到了成年。

## 藝術家生涯

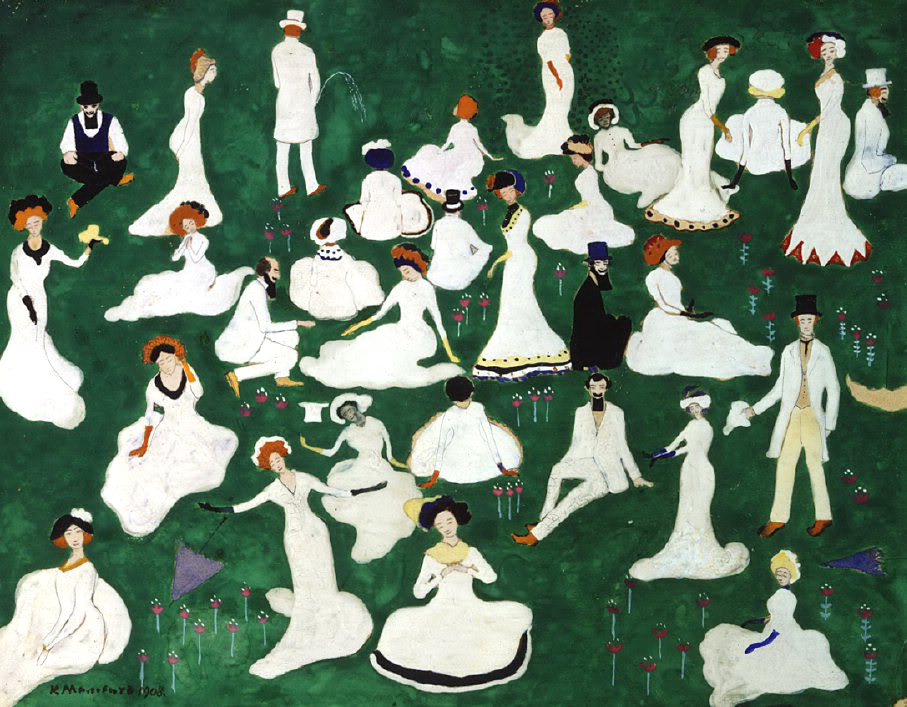
《聚會》，1908

1896年至1904年間，馬列維奇居住于库尔斯克。1904年其父去世，馬列維奇移居莫斯科，並在1904至1910年間于莫斯科绘画雕塑建筑学院學習。1911年他與弗拉基米爾·塔特林一起參加聖彼得堡的“Soyuz Molodyozhi”（意為年輕人聯盟）舉辦的第二場展覽會。1912年馬列維奇參加莫斯科的“Osliniy khvost”（驢尾巴）展。當時他的畫風受影響于娜塔莉亚·冈察洛娃和米哈伊尔·拉里奥诺夫，後二者則對俄羅斯的民間版畫藝術“盧布克”頗感興趣。1912年馬列維奇自稱他的畫風屬於“立體-未來主義”式。1913年他為俄羅斯歌劇征服太陽（Pobeda nad Solntsem）設計了舞臺，而這一歌劇後來廣受讚譽。1914年馬列維奇在巴黎的獨立者沙龍參展，此外還與帕维尔·菲洛诺夫合作繪製過一些作品。

### 至上主義

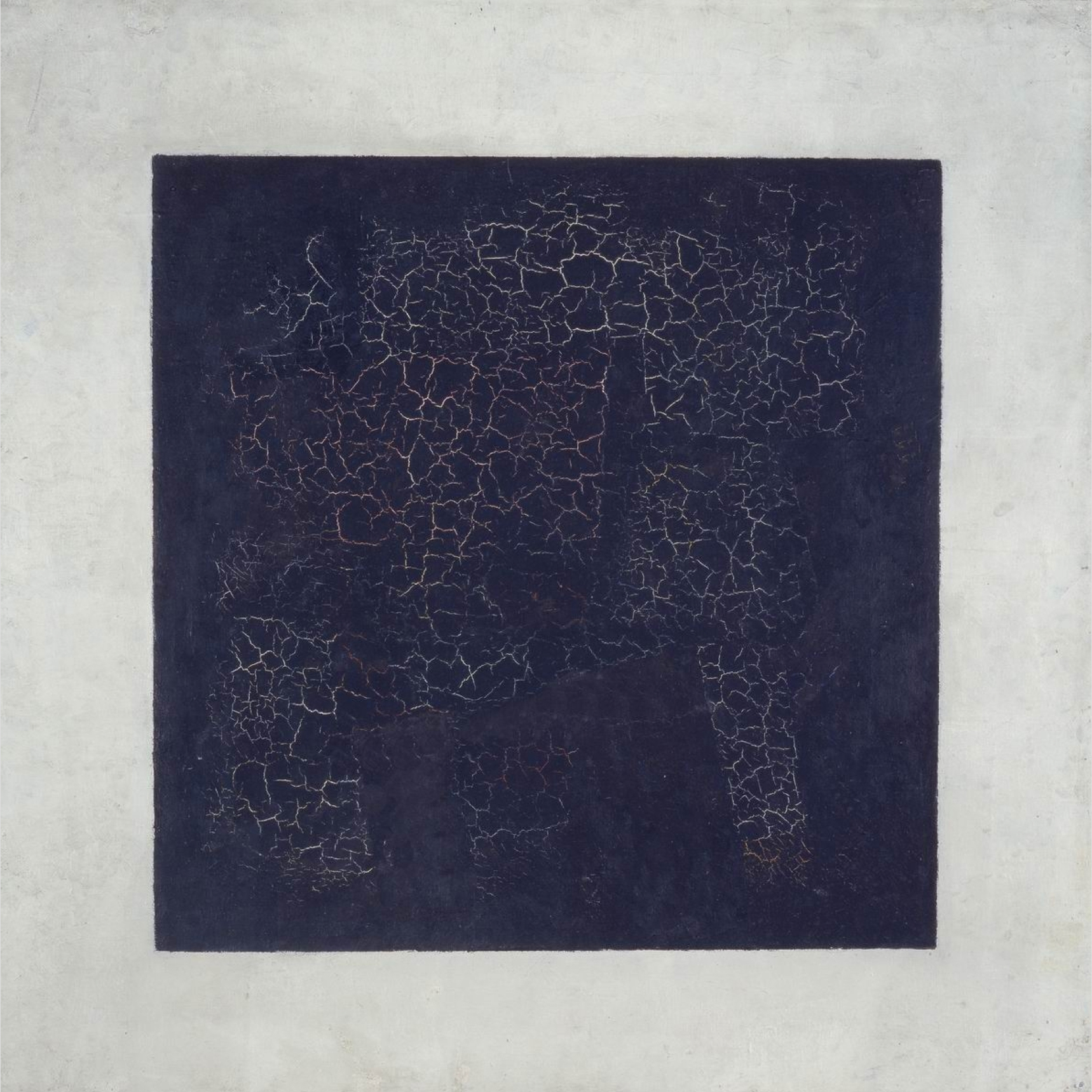
第一幅《黑方塊》，約1915年

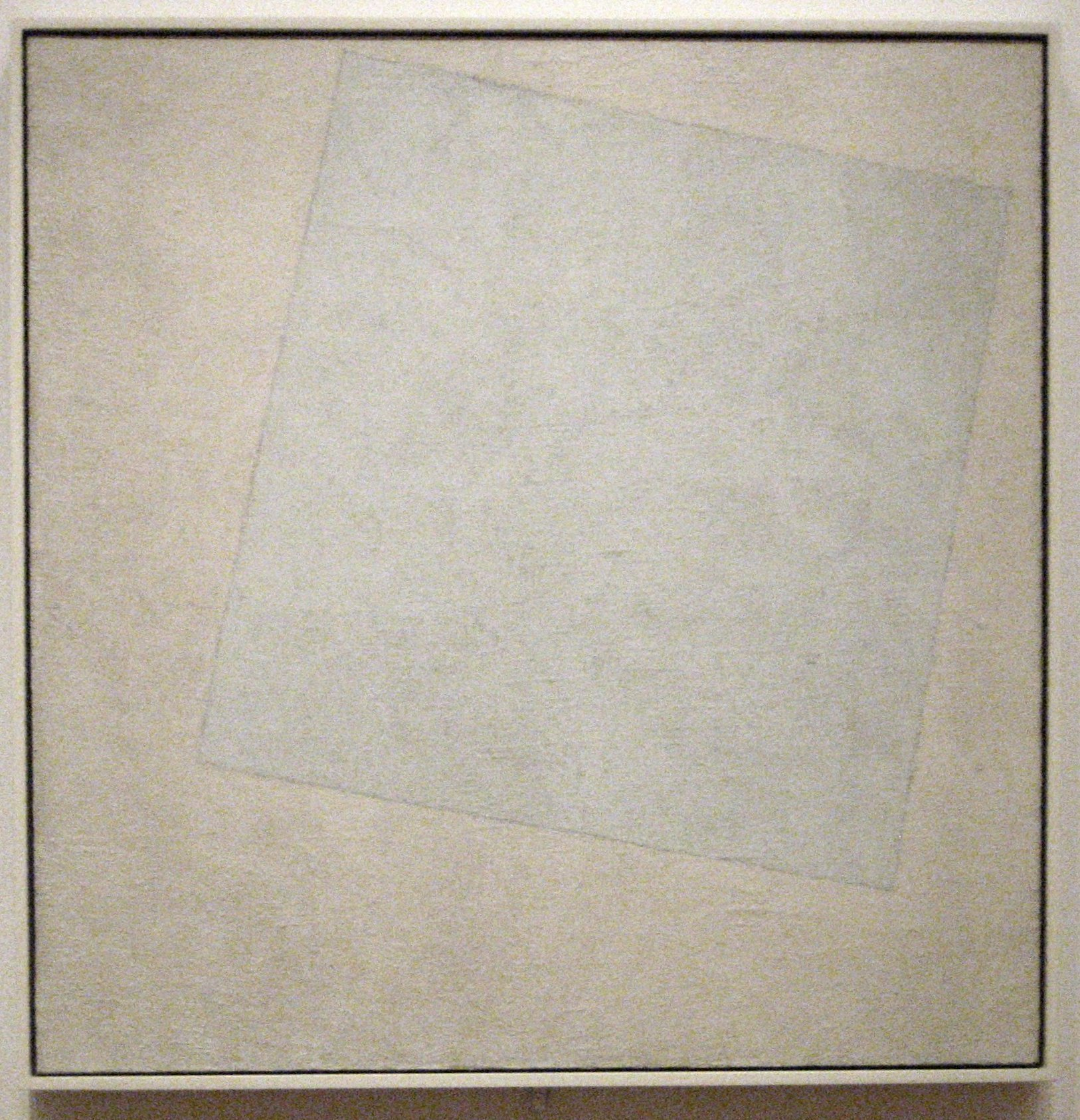
《絕對主義的創作：白色上的白色》，1918

1915年馬列維奇開始發展他的至上主義藝術，並發表了名為《從立體主義到至上主義》的文章。1915至1916年間他與其他的至上主義藝術家一起在農村合作社工作。1916至1917年參加莫斯科一個名為“方塊傑克”（Bubnovyi Valet）的藝術家團體。這一時期馬列維奇繪製的畫作包括《黑方塊》（1915）和《白色上的白色》（1918）。

## 十月革命之後

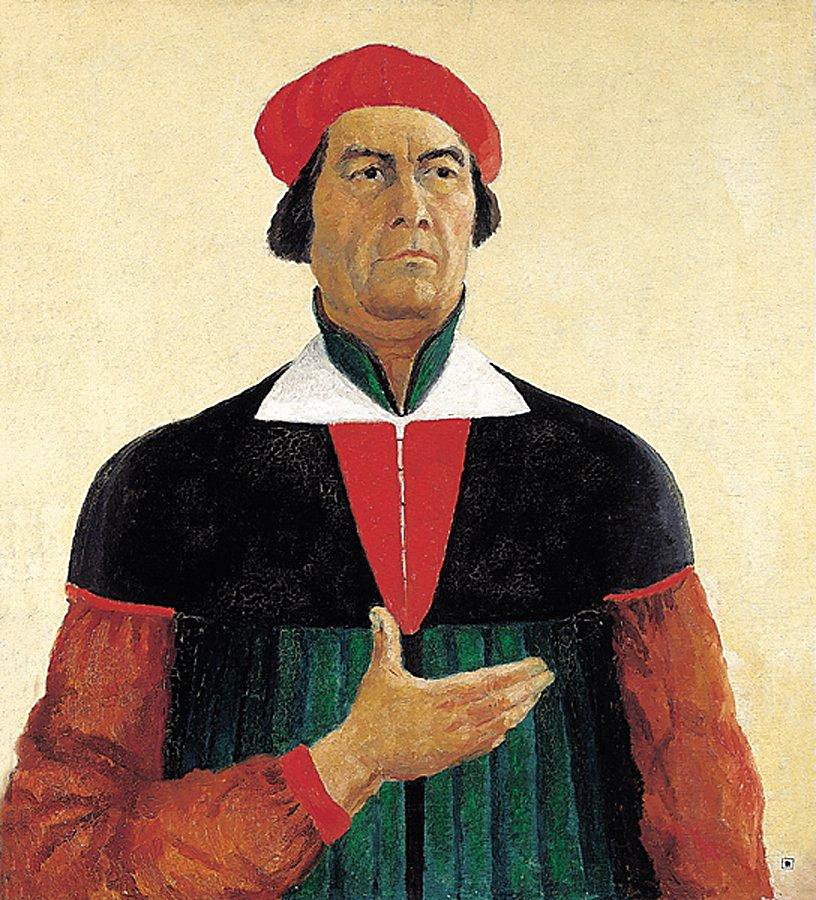
1933年的社會主義寫實主義風格自畫像，右下角簽名卻為黑方塊

1917年的十月革命之後，他曾在一些藝術團體工作，其中包括维捷布斯克的一所藝術學校（1919–1922）和列寧格勒藝術學院（1922–1927）、基輔藝術學院（1927–1929）。1923年他曾擔任彼得格勒藝術研究所主管，但這一組織在1926年被蘇維埃政府以宣傳反革命和下流藝術為名關閉。當時蘇維埃支持的是名為社會主義寫實主義的藝術風格，這一風格雖與馬列維奇的理念格格不入，但迫於壓力他仍然繪製過一些這一風格的作品。
1927年馬列維奇前往華沙，見到了包括他的學生瓦迪斯瓦夫·史澤明斯基和卡达莉娜·蔻布萝在内的一些藝術家，並受到了他們的歡迎。不久之後在波隆尼亞宮酒店舉辦了他的第一場國外展覽。

## 逝世
1935年5月15日，馬勒維奇在57嵗上因癌症逝世于列寧格勒，在他臨死時《黑方塊》還挂在他的床頭。他遺囑稱希望自己被安葬在尼姆齐诺维卡的一棵橡樹下。於是其朋友和學生將他葬在這裡，並加上了一個標有“黑方塊”的紀念碑，但紀念碑在二戰中被毀。2013年墓址上建起了一座公寓。而附近在1988年建起的另一座馬列維奇紀念碑遺址也被改建成門禁社區。

## 藝術市場
他在1920年代繪製的第四幅《黑方塊》于1993年出現在薩馬拉，由塞米昂·莫吉列維奇以25万美元的價格買下。2002年4月，此作由弗拉基米尔·波塔宁資助、俄羅斯文化部以100万美元的價格拍下，現收藏於埃尔米塔日博物馆。据埃尔米塔日博物馆所說，這是俄羅斯繼十月革命之後收到的最大的一筆私人捐贈。

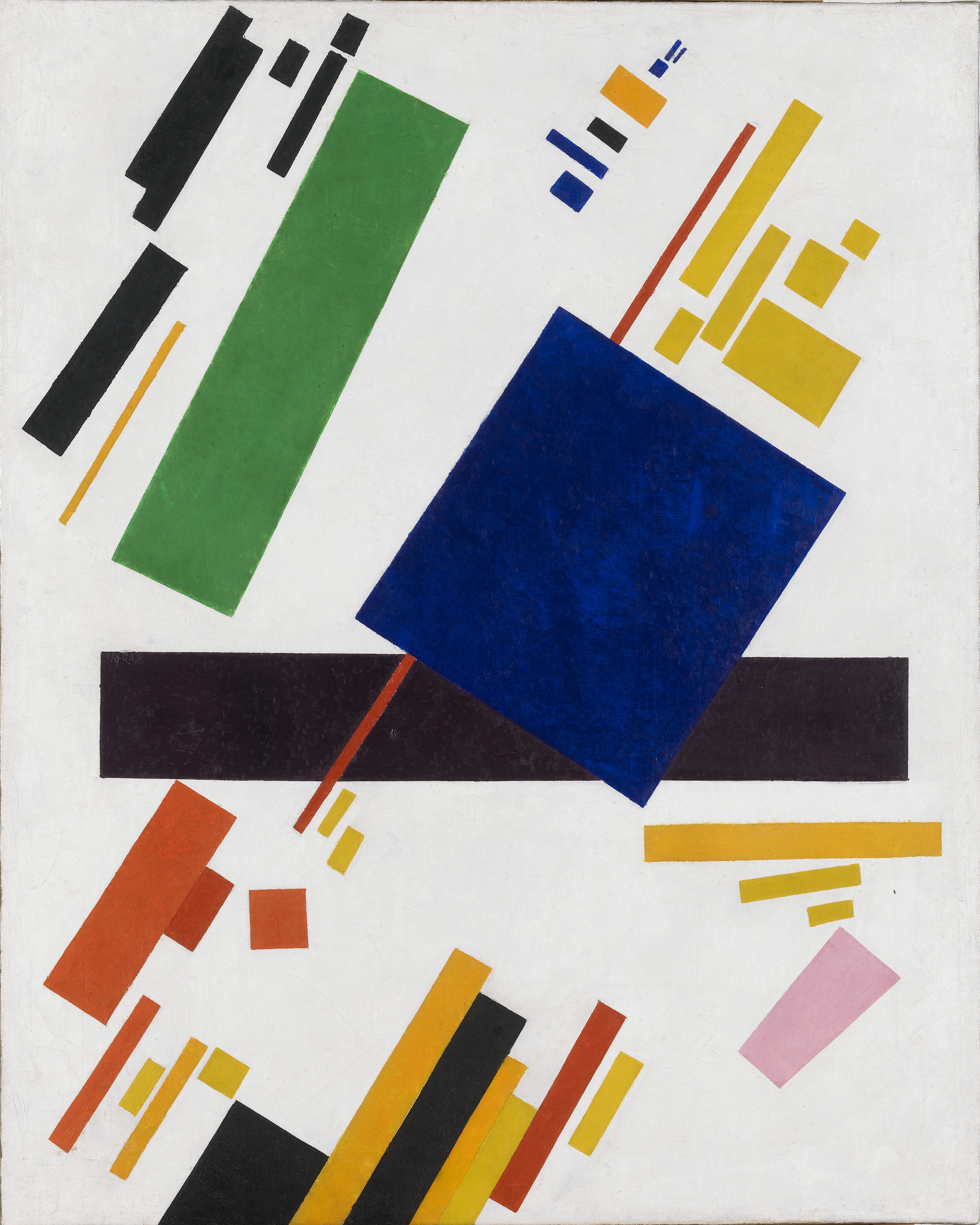
《絕對主義的創作》（紅色射綫上的藍方塊），1916

他的《絕對主義的創作》（紅色射綫上的藍方塊）在2008年的蘇富比拍賣會上以6000万美元的價格被一名匿名買家拍走，成爲俄羅斯藝術史上最貴的一幅作品。

## 備注
1. ↑  又译马列维基

1. ↑  烏克蘭語羅馬化：Kazymyr Severynovych Malevych，發音：[kɐzɪˈmɪr seweˈrɪnowɪtʃ mɐˈlɛwɪtʃ]
2. ↑  俄語羅馬化：Kazimir Severinovich Malevich，發音：[kəzʲɪˈmʲir sʲɪvʲɪˈrʲinəvʲɪtɕ mɐˈlʲevʲɪtɕ]

## 外部連結
- 馬列維奇作品（页面存档备份，存于），大都會藝術博物舘
- Kazimir Malevich, Guggenheim Collection Online
- Kasimir Malevich Works Online, Artcyclopedia（页面存档备份，存于）